# Frauen in der Automobilgeschichte

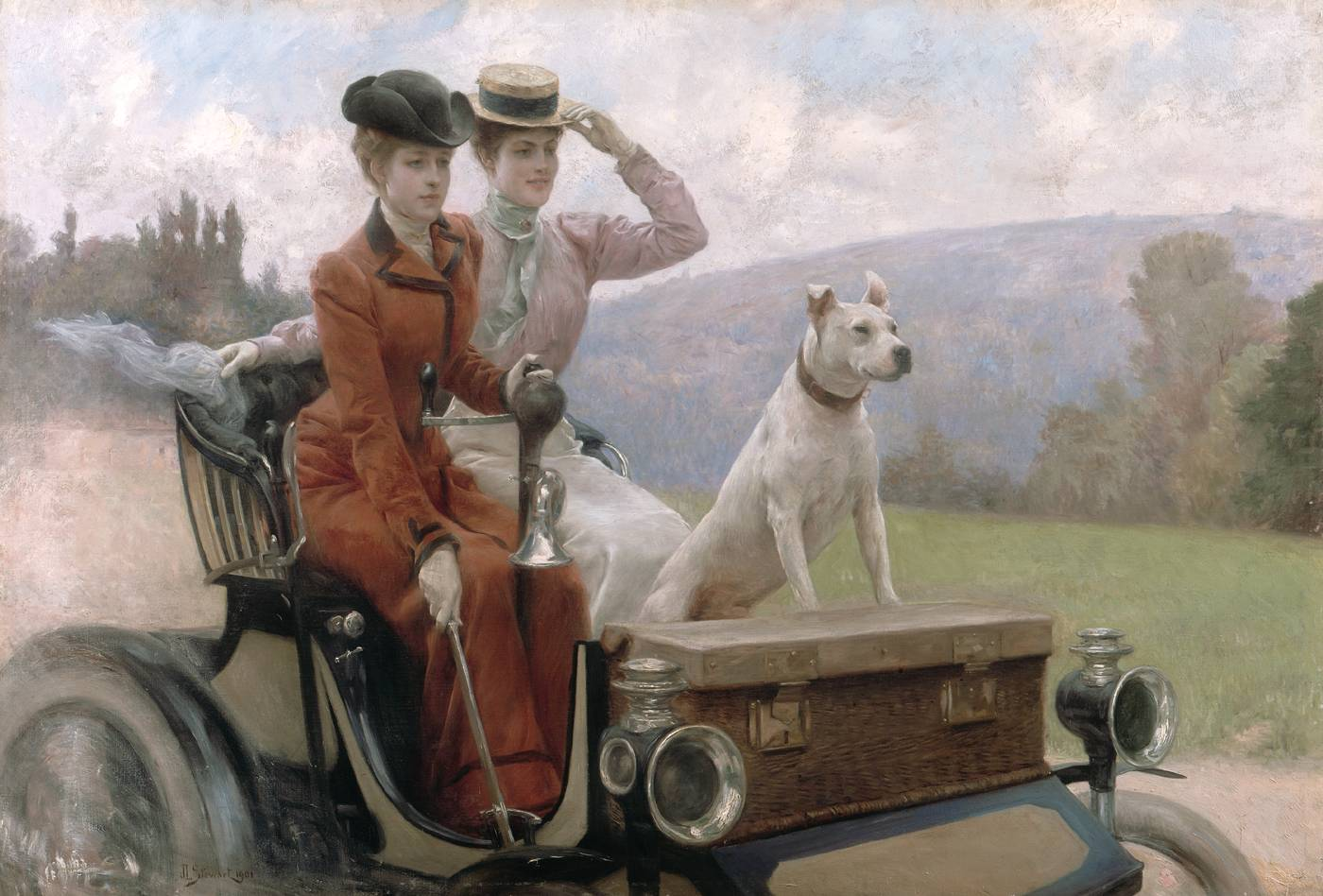
Julius LeBlanc Stewart: Les Dames Goldsmith au bois de Boulogne en 1897 sur une voiturette

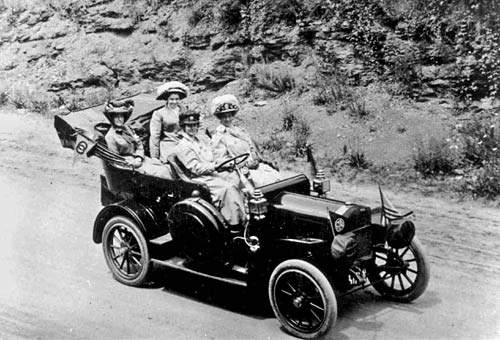
Alice Ramsey mit Margate Atwood, Nettie Powell und Hermine Jahns vor ihrer historischen Fahrt durch die USA 1909

Frauen in der Automobilgeschichte befasst sich mit dem Einfluss von Frauen in der Geschichte des Automobils. Auch wenn Bertha Benz 1888 im Benz Patent-Motorwagen Nummer 3 ihres Mannes Carl Benz die erste Überlandfahrt der Geschichte unternahm, so gab es zu Beginn des automobilen Zeitalters zunächst nur wenige Frauen, die Auto fuhren. Da der Anteil der autofahrenden Frauen kontinuierlich ansteigt, stellen sich die Hersteller darauf ein, dass Frauen andere Autos als Männer bevorzugen und andere Ansprüche an das Design stellen.

## Geschichte

### Die frühen Fahrerinnen

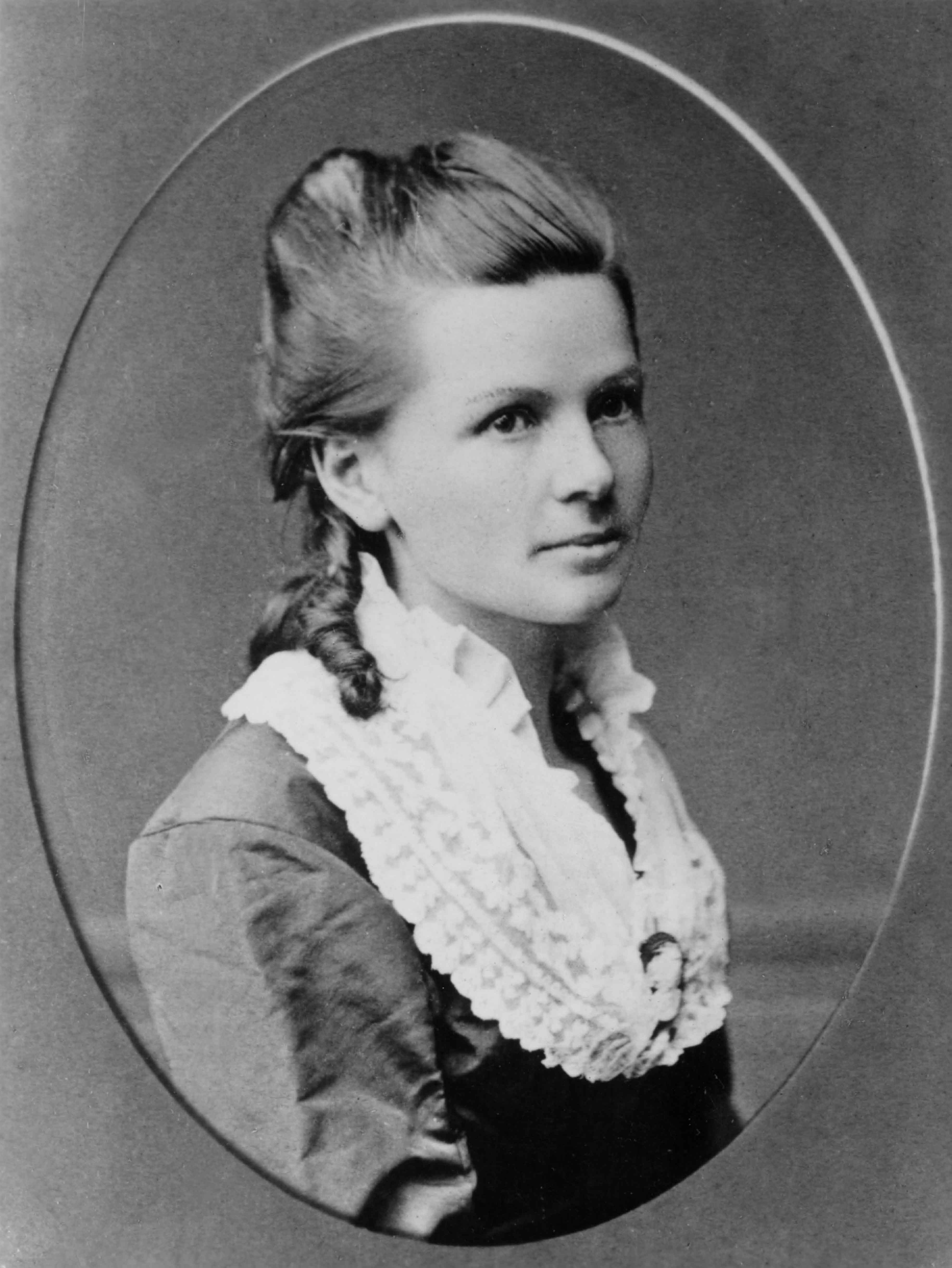
Bertha Benz (um 1871)

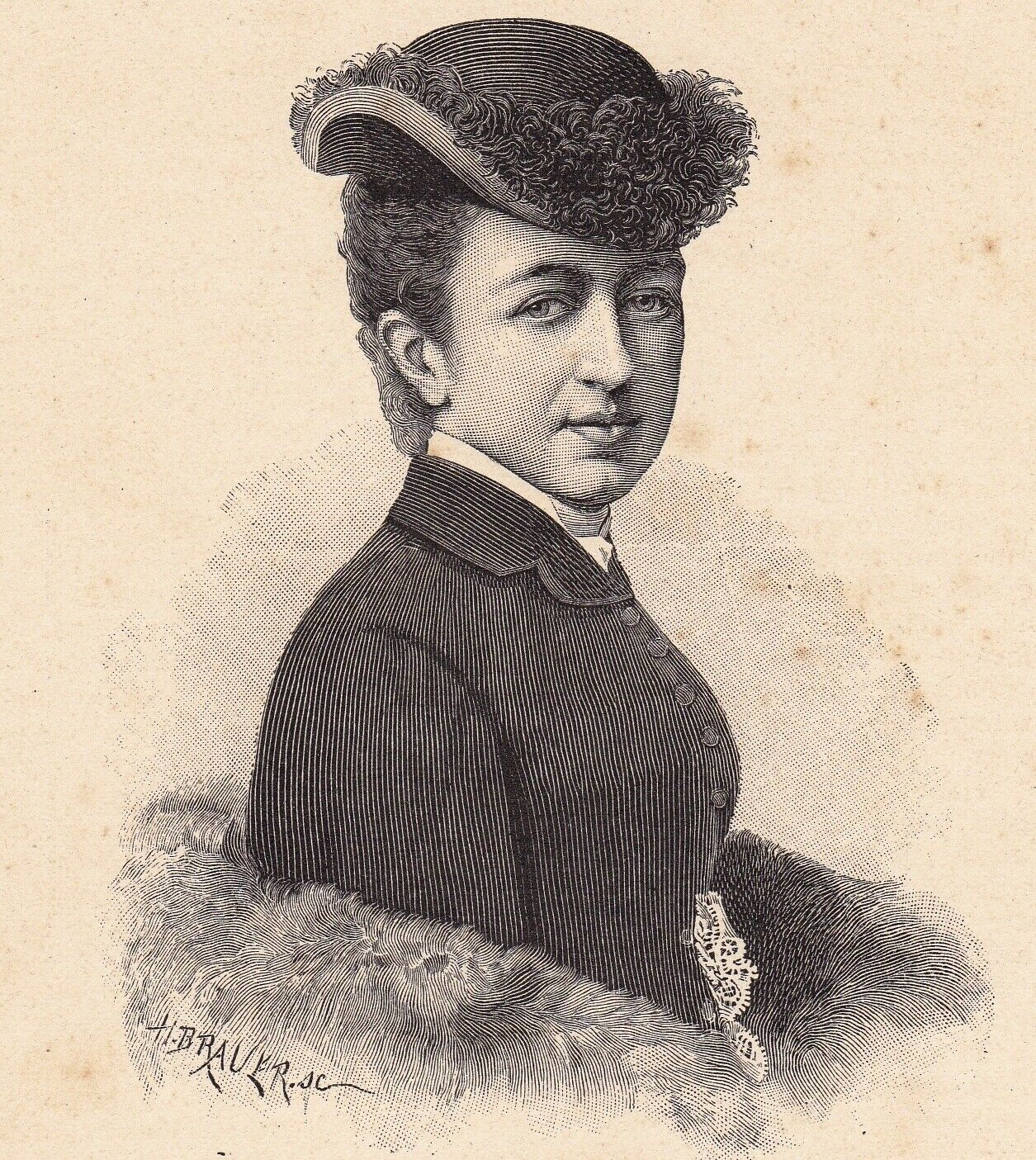
Anne d’Uzès (um 1896)

Im Jahr 1888 unternahm Bertha Benz zusammen mit ihren Söhnen Eugen und Richard im Benz Patent-Motorwagen Nummer 3 ihres Mannes Carl Benz die erste Überlandfahrt der Geschichte. Sie fuhr 106 Kilometer von Mannheim nach Pforzheim und drei Tage später auf einer anderen Route zurück. Es war nicht nur die erste Autofahrt einer Frau, sondern die erste Überlandfahrt mit einem Auto überhaupt. Das erregte enorme Aufmerksamkeit und trug wesentlich zum Durchbruch der Erfindung bei. Nach Bertha Benz ist die Bertha Benz Memorial Route benannt.
Die französische Herzogin Anne d’Uzès, die im April 1898 eine Führerscheinprüfung ablegte, war die Erste, die ein Strafmandat für zu schnelles Fahren erhielt. Anstatt der erlaubten 12 km/h fuhr sie im Bois de Boulogne bei Paris 13 km/h.
In der Pionierzeit des Automobils war es meist Männern vorbehalten, Auto zu fahren. Die „Herrenfahrer“ prägten den öffentlichen Diskurs um die Durchsetzung von Automobilität.

„Wer ein Auto erwerben wollte, mußte über ein großes Vermögen frei verfügen können – und das konnten die wenigsten Frauen; das technische Wissen, das der Gebrauch eines Wagens erforderte, erschwerte den Frauen den Zugang zusätzlich.“

Der 1898 gegründete Österreichische Automobil-Club akzeptierte Frauen nur als „außerordentliche Mitglieder“, dennoch waren 1909 von den 1145 Mitgliedern 59 Frauen. 1907 listete die Wiener Polizeidirektion 16 Frauen, die ein eigenes Auto angemeldet hatten, 1912 gab es 25 amtlich geprüfte Automobilistinnen im Vergleich zu 7275 geprüften Männern.
Ein gesetzliches Verbot für Frauen, den Führerschein zu erwerben, gab es nicht. Der Österreichische Verfassungsgerichtshof entschied 1926, dass Frauen berechtigt seien, Taxi zu fahren, da
„ein Grund zur Nichtzulassung von Personen weiblichen Geschlechtes zum Platzwagenlenkerdienst … aus der Natur des weiblichen Geschlechtes nicht abgeleitet werden“ könne.
Die Akzeptanz weiblicher Automobilität setzte sich erst in den 1920er Jahren durch. Die zunehmende Zahl von „Selbstfahrerinnen“, die ein Automobil lenkten, wurde durch verbesserte Bedienungsmöglichkeiten der Wagen und den Ausbau der Straßen begünstigt, doch ebenso durch das Infragestellen traditioneller Weiblichkeitsbilder. In der Weimarer Republik stand die Autofahrerin als Sinnbild für die Neue Frau im Mittelpunkt der Medien.
Eine berühmte Autofahrerin war die Tänzerin Lena Amsel, die 1929 in ihrem Bugatti, der auf der Tür einen gezeichneten Vogel, ihr Markenzeichen, trug, tödlich verunglückte. Leben und Tod von Lena Amsel dienten Ruth Landshoff als Vorbild für ihren Roman einer Tänzerin. „Die schlechten Fahrkünste Lena Amsels waren legendär, sie missachtete Verkehrsregeln und chauffierte so brutal, dass ihr Wagen meistens defekt war. Am 1. November 1929 lud der Maler André Derain Lena und ihre Freundin Florence Piton in sein Atelier bei Barbizon, wo er sie porträtieren wollte. Auf dem Rückweg vergaß sie, den sehr leichten Wagen – wie es damals üblich gewesen wäre – mit einem Stein im Kofferraum zu stabilisieren. Derain fuhr voraus, Lena wollte ihn einholen und glitt auf dem herbstlich feuchten Laub aus. Der Wagen schleuderte gegen eine Böschung, überschlug sich und fing sofort Feuer.“ ()
Ebenfalls im Jahr 1929 malte Tamara de Lempicka ein Selbstporträt mit dem Titel Tamara im grünen Bugatti. Es entstand als Auftragsarbeit für die Titelseite der Berliner Illustrierten Die Dame.
1929 betrug der Frauenanteil (in Berlin) an erteilten Fahrerlaubnissen 4,2 Prozent. Bis 1958 war in Deutschland für den Führerscheinerwerb die Zustimmung des Ehemanns oder Vaters notwendig; 1966 lag der Frauenanteil schon bei 20,9 Prozent.

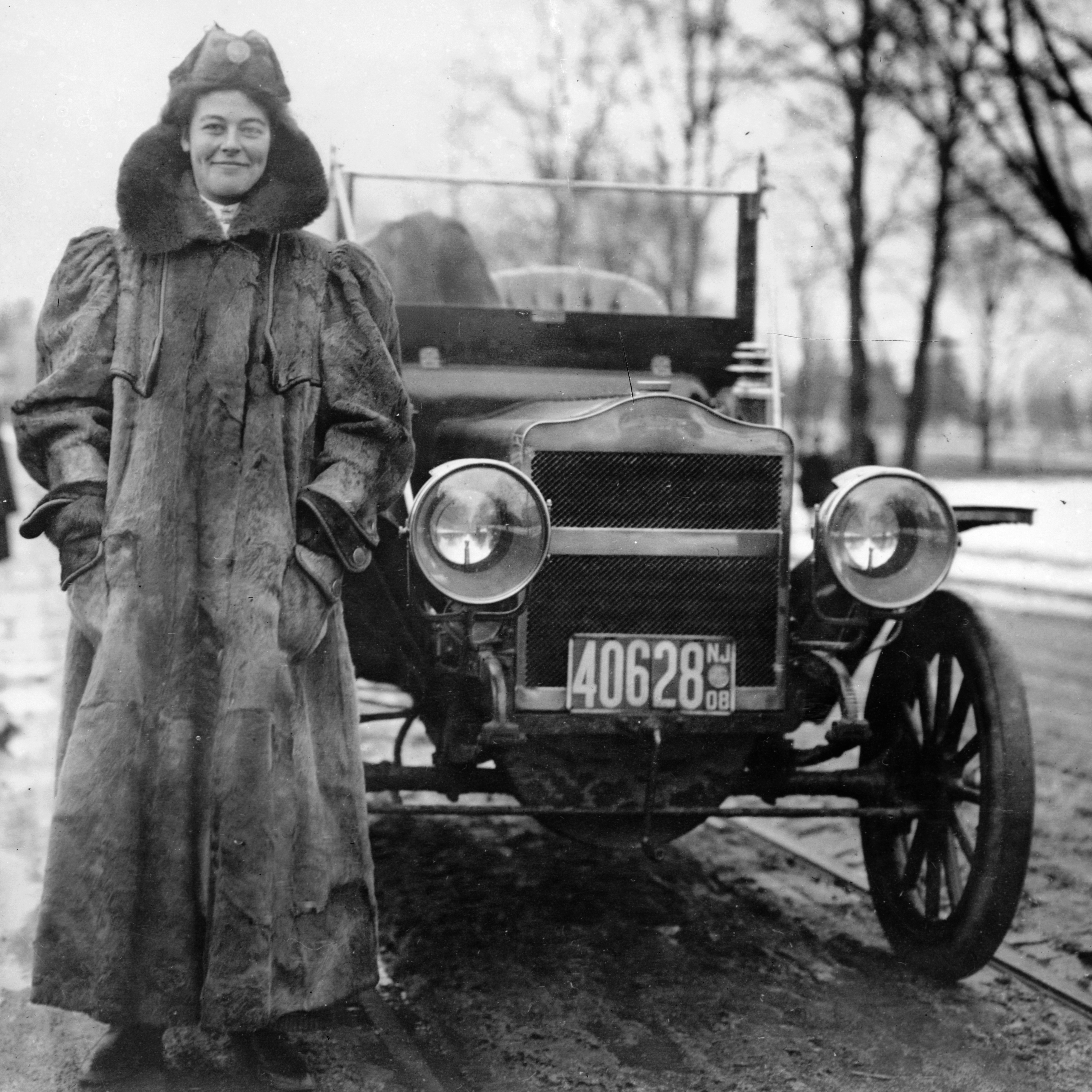
Alice Ramsey mit ihrem Auto

### Rekorde
1909 durchquerte Alice Ramsey die Vereinigten Staaten mit einem Automobil. 1926 bricht Eliška Junková die Rekorde, als sie zur ersten professionellen Grand Prix Fahrerin wird. Einer ihrer größten Erfolge war der Große Preis von Deutschland, bei dem sie einen neuen Streckenrekord erzielte.
Clärenore Stinnes umrundete als erster Mensch mit einem Auto die Welt. Am 25. Mai 1927 startete sie mit einem Adler Standard 6 in Frankfurt am Main zu der Expedition, die sie durch 23 Länder führte und die am 24. Juni 1929 nach 47.000 Kilometern mit der Ankunft in Berlin endete. Die Schriftstellerin Erika Mann gewann mit ihrem Beifahrer Ricki Hallgarten im Juni 1931 eine Autorallye über 10.000 Kilometer quer durch Europa.
Im Jahr 1934 fuhren vier Aero 20 mit drei Damenteams (Vera Vlčková und Eva Elstnerová, Ela Slavíková und Helga Martenová sowie Zdeňka Veselá und Ezka Kavalierova) und einem Servicefahrzeug mit František Alexander Elstner und einem Mechaniker über Marseille und Algier nach Marokko. Über Spanien, Frankreich und Deutschland erreichtem die Fahrzeuge nach 48 Tagen und rund 14.000 km im April 1934 wieder Prag. Die von Zeitungs- und Wochenschauberichten begleitete Expedition stand unter dem Motto „6 Frauen durchqueren in 6 Wochen 6 Länder und absolvieren dabei mehr als 14.000 km – sicher und fehlerfrei“. Am 6. Juni 1939 brach die Schriftstellerin Annemarie Schwarzenbach, eine Freundin von Erika und Klaus Mann, zusammen mit Ella Maillart in einem Ford Cabriolet zu einer drei Monate dauernden Reise von Genf nach Kabul auf.

### Daimler-Benz und die Frauen

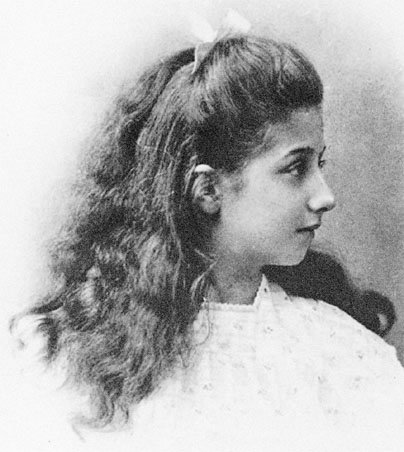
Mercédès Jellinek (um 1902)

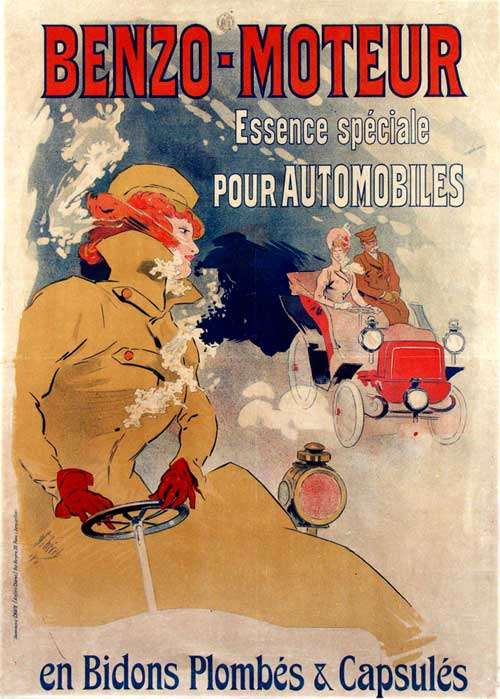
Werbung für Motorenöl (1901) von Jules Chéret

Louise Sarazin übernahm 1888 die Lizenzgeschäfte der Daimler-Motoren-Gesellschaft in Frankreich, nachdem ihr Mann verstorben war. Die Daimler-Gesellschaft erhielt 12 Prozent vom Kaufpreis jedes Motors, den Louise Sarazin als Konzessionsinhaber herstellte. Durch die Heirat mit Émile Levassor gingen ihre Daimler-Patente an die Firma Panhard & Levassor, die als erster Automobile in Frankreichs herstellte.
Mercédès Jellinek ist Namenspatin der Automobilmarke Mercedes-Benz. Der österreichische Geschäftsmann Emil Jellinek bestellte bei der Daimler-Motoren-Gesellschaft Tourenwagen, später nach seinen Vorgaben einen Rennwagen. Jellinek benannte diesen nach dem Vornamen seiner zehnjährigen Tochter Mercédès. Die von Wilhelm Maybach konstruierten Mercedes 35 PS von 1900 sowie Mercedes-Simplex von 1902, waren technisch ihrer Zeit voraus. 1902 wurde der Name „Mercedes“ gesetzlich geschützt, und seit 1910 wird als Kühlersymbol der Mercedes-Stern verwendet.
Nach der ersten Überlandfahrt von Bertha Benz dauerte es immerhin 125 Jahre, bis 2011 mit der ehemaligen Bundesverfassungsrichterin Christine Hohmann-Dennhardt die erste Frau in den Vorstand des Aufsichtsrats von Daimler berufen wurde.

### Opel
Seit dem Tod des Firmengründers Adam Opel im Jahr 1895 wurden die Opelwerke von dessen Witwe Sophie geführt. Sie war auch verantwortlich für die Übernahme der Anhaltischen Motorwagenfabrik, mit der 1899 die Automobilfertigung bei Opel begann – zuvor hatte man nur Nähmaschinen und Fahrräder hergestellt. Sophie Opel führte das Unternehmen bis zu ihrem Tod im Jahr 1913.

### Mode und Modell
Die ersten Automobilistinnen traten noch ganz martialisch in Lederkleidung, Staubmantel und Pilotenhaube auf. In der Inflationszeit wurden schöne Frauen mit schönen Autos zu Statussymbolen einer schmalen Schicht von Neureichen, die Dame am Beifahrersitz wurde zum Symbol der Automobilkultur, angestrebt wurde höchste Eleganz und exquisiter Luxus. Beim Concours d’Elegance des Österreichischen Automobil-Clubs im Park des Schlosses Belvedere im Juni 1922 bewertete eine Jury den Gesamteindruck von Fahrzeug, Ausrüstung und Toiletten. Zugelassen waren offene und geschlossene Fahrzeuge, neben jedem Lenker saß mindestens eine Dame in Sportkostüm oder Sommertoilette.
Eleanor Thornton stand Modell für die Kühlerfigur Spirit of Ecstasy der Rolls-Royce-Autos.

### Werbung
Die Geschichte der Automobilwerbung spiegelt auch die soziale Stellung der Frau wider. Bereits 1901 erschienen auf Werbeplakaten Frauen; 1912 warb Benz erstmals mit weiblichen Reizen für das Automobil. In den 1920er Jahren richtete sich die Automobilwerbung an die Zielgruppe „Dame“, die am Steuer salonfähig wurde. Spätere Abbildungen einer jungen Frau im Hosenanzug – insbesondere die Werbung von Mercedes-Benz – sollten über die Abenteuerlust den „Wagen der Dame“, der keineswegs schwer zu fahren war, anpreisen. Werbung und gesellschaftliche Realität standen jedoch im Gegensatz zueinander: Eine Mercedes-Benz-Anzeige vom Beginn des 20. Jahrhunderts zeigt die Weißenhofsiedlung in Stuttgart. Ein Mercedes steht vor dem berühmten Doppelhaus von Le Corbusier, am Trittbrett lehnt eine mondäne junge Frau. Diese aber, so die Enkelin der gezeigten Dame, habe keinen Führerschein besessen, denn bis in die 1950er Jahre mussten die Ehemänner das genehmigen, und ihr Mann habe ihr keine Erlaubnis gegeben.
In den 1930er Jahren wurde die Werbung für die Motorisierung breiter gesellschaftlicher Schichten angelegt. Die Frauenrolle in der Werbung wurde in den 1950er und 1960er Jahren wieder auf die klassische Rollenverteilung angelegt, wobei in den Vereinigten Staaten mit dem Dodge La Femme speziell Frauen angesprochen wurden. Erst in den 1980er Jahren wurde bei der Autowerbung das Thema Gleichberechtigung aufgenommen und in den 1990er Jahren Frauen als eigene Zielgruppe von der Automobilindustrie erfasst. Das Konzept-Auto Volvo YCC von 2004 wurde ausschließlich von Frauen entwickelt und war speziell auf die Bedürfnisse von Fahrerinnen ausgelegt. Heute wenden sich die Automobilhersteller mit ausgefallenen Materialien, schickem Lack, bunten Bezügen und vielen Extras an die Frauen.

### Motorsport

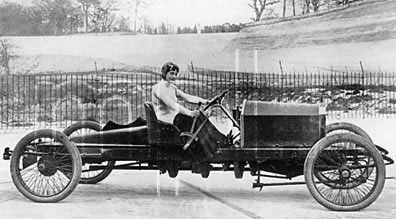
Dorothy Levitt (um 1908)

Als erste Motorsportlerin wird Madame Laumaillé, die 1898 am Rennen Paris–Nizza teilnahm, bezeichnet. Anna Marie Lutzmann, die zweite Ehefrau des Direktors Friedrich Lutzmann, betätigte sich bereits im Juli 1900 als erste Werksrennfahrerin für Opel. Die bekannteste Motorsportlerin Englands Anfang der 1900er-Jahre war Dorothy Levitt. Sie veröffentlichte 1906 das erste von einer Frau geschriebene Buch zum Thema Auto mit dem Titel: „The Woman and the Car“ und erfand den Rückspiegel.
Nach dem Ersten Weltkrieg fanden Damenrennen große Aufmerksamkeit. So legte Olga Frühwald im Juni 1923 in der Wiener Praterallee die Rennstrecke von 1300 Metern in 54 Sekunden zurück. Sie gründete später in ihrer Fahrschule eine Widerstandsgruppe gegen Hitler. Eliška Slavíková war bei den 1000 Meilen der Tschechoslowakei im Jahr 1934 Klassensiegerin bis 1500 cm³ auf Aero 1500.
In den 1960er-Jahren war Pat Moss im Rallye-Sport erfolgreich. Michèle Mouton gewann mehrere Rallye-Weltmeisterschaftsläufe und wurde 1982 Vize-Weltmeisterin. In der Formel 1 fuhr Lella Lombardi 1975 beim Großen Preis von Spanien als bisher einzige Frau in einem Formel-1-Grand-Prix in die Punkteränge. Bei der Deutschen Tourenwagen-Meisterschaft errang Ellen Lohr 1992 auf dem Hockenheimring einen Laufsieg. 2001 siegte Jutta Kleinschmidt bei der Rallye Dakar. Danica Patrick gewann 2008 in Motegi einen Lauf zur IndyCar Series und wurde 2009 Dritte beim Indianapolis 500. Im Jahr 2019 gewann Elisabete Jacinto die Gesamtwertung der LKW-Klasse des Africa Eco Race und ist die erste Frau, die eine Marathonrallye in einem LKW gewonnen hat.

## Studien und Statistik

### Verhältnis zum Auto
Frauen schätzen praktische und rationale Gründe eines Autos. Betriebskosten, Zulademöglichkeiten und die Wagengröße (Kleinwagen bevorzugt) bestimmen die Fahrzeugauswahl. Frauen übernehmen überwiegend Fahrdienste der Kinder zur Schule, zum Sport oder zum Einkaufen; das Verhältnis zum Auto wird auch durch das Rollenverhalten im Geschlechterverhältnis bestimmt – das Auto der Frau ist dann sehr oft der familiäre Zweitwagen. Das klischeehafte „Frauenauto“ gibt es nicht, dennoch gibt es Dinge wie „niedrige Ladekante, die Stoffe, der günstige Verbrauch“, die mehr Frauen ansprechen als Männer.
Seit 2003 gibt es das „Kompetenzzentrum Frau und Auto“ in der Hochschule Niederrhein. Sechs Professorinnen und Professoren sowie ein Praxispartner untersuchen die Bedürfnisse, Wünsche und Anforderungen von Autofahrerinnen.

### Risiko und Verkehrsbeteiligung
Das Risiko für Frauen, im Straßenverkehr zu verunglücken, ist, nach Angaben des Statistischen Bundesamtes aus dem Jahr 2010, deutlich geringer als das der Männer.

„Pkw-Fahrerinnen [trugen] nicht so häufig die Hauptschuld an Unfällen, in die sie verwickelt waren, wie die Pkw-Fahrer.“

Durch die Einführung von Unisex-Tarifen in der Kfz-Haftpflichtversicherung ab dem 21. Dezember 2012 ergaben sich für Frauen Prämienerhöhungen um elf Prozent. Weibliche Fahrer waren bis dahin günstiger versichert als männliche Fahrer. Der Gesamtverband der Deutschen Versicherungswirtschaft bestätigt „signifikante Leistungsunterschiede zwischen Männern und Frauen“, die durch den Unisex-Tarif zur systematischen Benachteiligung eines Geschlechts führen würden.
Der Frauenanteil im Fahrerlaubnisbestand des KBA lag am 1. Januar 2013 bei 41 Prozent. Bei der Erteilung der Fahrerlaubnisklasse B lag der Frauenanteil bei der Ersterteilung im Jahr 2012 bei 53 Prozent. Etwa neun Millionen Autofahrer waren am 1. Januar 2012 im Verkehrszentralregister (VZR) des KBA eingetragen, darunter etwa zwei Millionen Frauen.
Nach Angaben des DVR waren von den im Jahr 2005 verunfallten 18- bis 24-jährigen Pkw-Insassen 52 Prozent männlich und 48 Prozent weiblich. Die Unfallschwere war bei jungen Männern im Vergleich zu jungen Frauen erheblich größer: 74 Prozent der in einem Pkw ums Leben gekommenen 18- bis 24-jährigen Pkw-Insassen waren Männer, 26 Prozent Frauen.
Bei verkehrsauffälligen Kraftfahrern, die psychologische Rehabilitations- und Therapiemaßnahmen absolvierten, war bei Frauen die Rückfallquote geringer.

### Verkehrsverhalten
Langzeituntersuchungen des TÜV Süd sowie des Instituts für Angewandte Psychologie in Zürich im Zeitraum von 1972 bis 1992 und 1998 von über 10.500 Autofahrerinnen und Autofahrern hinsichtlich der Häufigkeit von sechs Fahrstiltypen kamen zu deutlichen Unterschieden im Fahrstil von Frauen und Männern. Frauen sind demnach häufiger dem „ruhig-ausgeglichenen Fahrstil“ zuzuordnen als Männer (44 vers. 28 Prozent). Eine Minderheit der Frauen neigt zu „sportlich-ambitioniertem Fahrstil“ (9 vers. 14 Prozent) und wesentlich geringer ist der „aggressiv-rücksichtslose Fahrstiltyp“ (3 vers. 9 Prozent) bei Frauen vertreten. Geringere Unterschiede hinsichtlich der Verteilung gab es bei den Fahrstilen „aktiv-dynamisch“ (28 vers 31 Prozent), „affektiv-unausgewogen“ (9 vers. 12 Prozent) und „unsicher-ungeschickt“ (7 vers 6 Prozent).
In einer 2010 durchgeführten Studie der Ruhr-Universität Bochum wurde das Einparken von Männern und Frauen verglichen. Das Ergebnis war, dass Frauen insgesamt weniger genau und langsamer einparken als Männer. Die Beobachtungen eines Parkplatzbetreibers aus England ergaben, dass Männer „in der Regel zu schnell über den Parkplatz brausten und so manche Lücke übersahen“. Vor dem Einparken würden Männer das Auto „nicht sauber positionieren“ und „entsprechend schlampig zum Stehen“ kommen.